# زمانی که
«زمانی که» (انگلیسی: That's When) ترانه‌ای از خواننده-ترانه‌سرای آمریکایی تیلور سوئیفت با حضور کیث اربن است. سوئیفت این ترانه را در ۱۴ سالگی با برادران وارن نوشت و قصد داشت آن را در دومین آلبوم استودیویی خود، بی‌باک (۲۰۰۸) قرار دهد، اما آن را از فهرست قطعات آلبوم حذف کرد. او و جک آنتونوف «زمانی که» را برای ضبط مجدد بی‌باک  در سال ۲۰۲۱، تحت عنوان بی‌باک (نسخه تیلور) تهیه کردند.
«زمانی که» ترانه‌ای کانتری پاپ دربارهٔ عواقب یک رابطهٔ مخدوش است: شخصیت‌های سوئیفت و اربن در مورد چگونگی دوباره به‌هم پیوستن با یکدیگر فکر می‌کنند. منتقدان موسیقی عموماً از ساختار و حضور مهمان اربن تعریف کردند. این ترانه به رتبه ۳۰ ترانه‌های داغ کانتری بیلبورد رسید و وارد جدول‌های فروش استرالیا و کانادا شد.